# Диян Ангелов
Диян Ангелов (роден на 17 октомври 1964 г.) е бивш български футболист, полузащитник. Играл е за Дунав (Русе), Славия (София), испанският Осасуна, Левски (София), Локомотив (София), както и американските Ричмънд Кикърс и Хемптън Роудс Маринърс. В А група има 208 мача с 38 гола.

## Биография
Родом от Разград, Ангелов заиграва за Дунав (Русе) още в юношеска възраст. Дебютира за русенци на 17 години в Северната Б група през сезон 1981/82. Общо 9 години е основен играч на отбора. Записва 236 мача с 28 гола в първенството – 98 мача с 16 гола в А група и 138 мача с 12 гола в Б група.
На 25-годишна възраст, през лятото на 1990 г., Ангелов преминава в Славия (София). През сезон 1990/91 изиграва 26 мача и бележи 9 гола в А група, а през есента на 1991/92 записва 10 мача с 3 гола.
През октомври 1991 г. Ангелов осъществява трансфер в елитния испански Осасуна. Дебютира в Примера Дивисион на 27 октомври 1991 г. при домакинска победа с 1:0 срещу Реал Овиедо. До края на сезон 1991/92 изиграва 11 мача в първенството и 2 мача за Купата на краля. През сезон 1992/93 Ангелов записва 4 мача в испанското първенство и бележи един гол при победата с 1:0 срещу Сарагоса на 14 март 1993 г.
През есента на 1993 г. се завръща в България и облича екипа на Левски (София). През сезон 1993/94 изиграва 18 мача и вкарва 4 гола – 13 мача с 1 гол в А група и 5 мача с 3 гола за Купата на България, като със „сините“ печели дубъл.
През лятото на 1994 г. Ангелов преминава в Локомотив (София), където играе година и половина. С клуба печели Купата на България през сезон 1994/95. Записва 36 мача с 6 гола в А група, както и 3 мача в КНК.
През януари 1996 г. за втори път преминава в Славия. През пролетния полусезон на 1995/96 изиграва 13 мача и вкарва 1 гол, помагайки на „белите“ да спечелят титлата за първи път след 53-годишна пауза. С отбора триумфира и в турнира за Купата на България. През 1996/97 играе в 4 мача за Купата на УЕФА.
В началото на 1997 г. Ангелов заминава за САЩ, където играе за Ричмънд Кикърс и Хемптън Роудс Маринърс преди да сложи край на кариерата си.

## Успехи
Левски (София)
- А група –  Шампион: 1993/94
- Купа на България –  Носител: 1993/94

Локомотив (София)
- Купа на България –  Носител: 1994/95

Славия (София)
- А група –  Шампион: 1995/96
- Купа на България –  Носител: 1995/96